# Provincia de Bokeo
Bokeo (en lao: ບໍ່ແກ້ວ) es una provincia ubicada al norte de Laos. La traducción literal del nombre es "gema de minas". La provincia es rica en yacimientos de piedras preciosas y semipreciosas.
Fue creada en 1983, al separarse de la provincia de Louang Namtha. La capital provincial de Bokeo es Houayxay, a las orillas del río Mekong.

## Demografía
Según estimación 2010 contaba con una población total de 162.071 habitantes.

## Divisiones administrativas
La provincia está dividida en los siguientes distritos:
1. Houayxay (5-01)
2. Meung (5-03)
3. Paktha (5-05)
4. Pha Oudom (5-04)
5. Tonpheung (5-02)